# 翅果菊
翅果菊又名鵝仔草、山萵苣为菊科萵苣屬的植物。
种名indica意为印度的。

## 形态
一年生或二年生草本，植株高60-200公分，全株無毛，具有白色乳汁。根垂直直伸，生多数须根。茎常单生，上部多分枝，全部茎枝无毛。葉互生，長15-18公分，葉基稍微抱莖，葉尖銳尖形，叶全缘或稍有细锯齿，线状长椭圆形，长椭圆形或倒披针状长椭圆形叶片。全部茎叶顶端长渐急尖或渐尖，基部契形渐狭，无柄，两面无毛。
头状花序果期卵球形，多数沿茎枝顶端排成伞房状圆锥花序。总苞长1.5cm，总苞片4层，外层卵形或长卵形，顶端急尖或钝，中内层长披针或线状披针形，顶端钝或圆形，全部苞片边缘染紫红色，直徑約2公分，皆為舌狀花。舌状小花25枚，黄色。
黑色椭圆形瘦果，压扁，边缘有宽翅，顶端急尖或渐尖成喙，每面有1条细纵脉纹，長約0.5公分，具有白色冠毛。花果期4-11月。

## 分布
分布于日本、菲律宾、俄罗斯、印度、印度尼西亚、台灣以及中国大陆。
中國大陸分布於海南、云南、浙江、江苏、四川、贵州、江西、北京、湖北、吉林、广东、安徽、陕西、西藏、湖南、河北等地，生长于海拔200米至1,800米的地区，一般生于山坡林缘、水沟边、林下、灌丛中、山谷、山坡草地和田间，目前尚未由人工引种栽培。
台灣分布於全島低至中海拔地區之向陽荒廢地、路旁、坡地、耕地。

## 别名
山莴苣、苦莴苣（江西）、山马草（广东）、野莴苣（海南植物志）、鵝仔草、鵝仔菜、山鵝菜、馬尾絲、長橢圓葉鵝仔草

## 异名
- Lactuca brevirostris Champ.
- Lactuca indica L. f. indivisa (Maxim.) Hata
- Lactuca indica L. f. runcinata (Maxim.) Kitamura
- Lactuca laciniata (Houtt.) Mak.
- Pterocypsela indica (L.) Shih in Act.